# 伊藤公一 (法学者)
伊藤 公一（いとう きみかず、1935年9月6日 - 2023年10月21日）は、日本の法学者（憲法学・教育法）。大阪大学名誉教授。元帝塚山大学理事・法政策学部長・研究科長・教授。法学博士（大阪大学、1982年）（学位論文「教育法の研究」）。

## 学歴
- 1962年 - 大阪大学文学部卒業
- 1964年 - 大阪大学法学部卒業
- 1966年 - 大阪大学大学院法学研究科修士課程修了
- 1982年 - 法学博士（大阪大学）

## 職歴
- 1966年 - 大阪府立大学教養部助手
- 1968年 - 大阪大学教養部講師
- 1971年 - 大阪大学教養部助教授
- 1977年 - 1979年 - ザーラント大学（ドイツ）客員研究員
- 1982年 - 法学博士（大阪大学）、大阪大学教養部教授
- 1984年 - 1999年 - 大阪大学大学院法学研究科兼担教授
- 1994年4月 - 大阪大学法学部教授
- 1994年7月 - 1999年3月 - 大阪大学大学院国際公共政策研究科教授
- 1996年6月 - 1998年5月 - 大阪大学評議員
- 1994年7月 - 1999年3月 - 大阪大学大学院国際公共政策研究科教授
- 1999年3月 - 大阪大学名誉教授
- 1999年4月 - 2006年3月 - 帝塚山大学法政策学部教授
- 2001年4月 - 2003年3月 - 帝塚山大学法政策学部長
- 2002年4月 - 2003年3月 - 帝塚学園理事
- 2005年4月 - 2006年3月 - 帝塚山大学大学院法政策研究科長
- 2023年10月 - 進行性核上性麻痺のため兵庫県三田市の病院で死去、88歳[1]。

## 学界・社会的活動
- 関西憲法研究会顧問（会長、2004年- 2008年）
- 比較憲法学会名誉理事（理事長、2001年- 2003年）
- 日本公法学会
- 日独法学会
- 羽曳野市個人情報保護審議会副会長（1985年- 1987年）
- 大阪府教育委員会初任者研修実施協議会委員（1987年- 1990年）
- 大阪府教科用図書選定審議会会長（1988年- 現在）
- 長岡京市情報開示・個人情報保護審議会会長（1992年- 2001年）
- 大阪府公害対策審議会専門委員（1994年）

## 著書

### 単著
- 『教育法規の構造』（公孫会、1972年）
- 『教育法の研究』（法律文化社、1981年）
- 『憲法概要〔改訂版〕』（法律文化社、1983年）

### 共著
- 『憲法通論』（有信堂、1972年）
- 『憲法 人間と法生活』（中央書房、1975年）
- 『法の基本常識』（法律文化社、1978年）
- 『憲法要説』（法律文化社、1979年）
- 『ケースメソッド法学・憲法入門』（有信堂、1979年）
- 『法学用語小辞典』（有斐閣、1983年）
- 『基礎法学』（法律文化社、1984年）
- 『学校管理講座1・公教育と学校』（第一法規出版、1984年）
- 『教育法規読本 〔教職研修臨時増刊８号〕』（教育開発研究所、1984年）
- 『法律問題分析 憲法・行政法』（嵯峨野書院、1987年）
- 『新教育法規読本〔教職研修総合特集・読本シリーズ８号〕』（教育開発研究所、1990年）
- 『性のポリフォリー』（世界思想社、1990年）
- 『教育と子どもの人権読本〔教職研修総合特集76号〕』（教育開発研究所、1991年）
- 『教育法規大辞典』（エムティ出版、1994年）
- 『ベイシック法学用語辞典』（有斐閣、2001年）
- 『法律用語辞典』（世界思想社、2006年）

### 共編著
- 『憲法 基礎理論と演習』（嵯峨野書院、1988年）
- 『憲法学基本論』（北樹出版、1991年）
- 『論考憲法学・統治機構』（嵯峨野書院、1996年）
- 『論考憲法学・人権論』（嵯峨野書院、1996年）
- 『新版基礎憲法』（法律文化社、1999年）

### 編集
- 『精解学校六法』（協同出版、1977年）
- 『必携学校小六法』（協同出版、1977年）